# Bradykardia

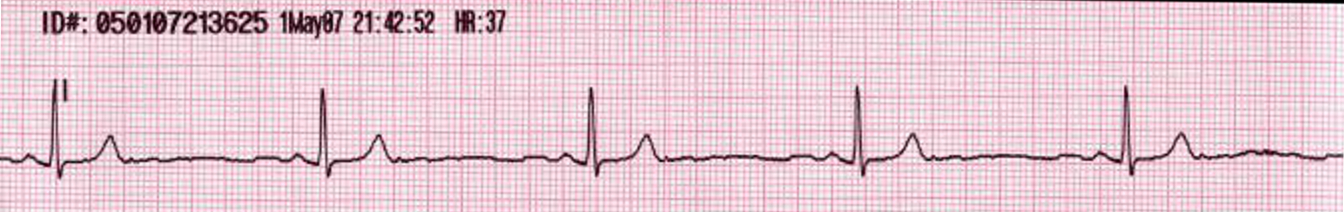
Akcja serca: 37/minutę

Bradykardia (łac. bradycardia) – stan, kiedy częstość akcji serca wynosi poniżej 60 razy na minutę (według Konturka). Leczenia wymaga tylko bradykardia objawowa, tzn. powodująca np. omdlenia, utraty przytomności itp. Bradykardia może prowadzić do asystolii.
Wytrenowani atleci lub młode, zdrowe osoby mogą również mieć wolny spoczynkowy rytm serca, np. zawodowy kolarz Miguel Indurain, którego spoczynkowe tętno wynosiło 29 uderzeń na minutę.
Bradykardia fizjologiczna:
- u sportowców
- u osób z wagotonią (nadmierna aktywność nerwu błędnego).

Bradykardia patologiczna:
- bradykardia zatokowa – zaburzenia powstawania bodźca w układzie bodźcotwórczym
- bloki przewodzenia – zaburzenia przewodnictwa
- działanie leków
- zatrucie blokerami kanału wapniowego[2][3]

W blokach przewodzenia akcja serca jest zazwyczaj niemiarowa. Bradykardia może towarzyszyć również migotaniu przedsionków. Bradykardia nie jest chorobą, tylko jednym z objawów choroby serca.
Wśród stanów patologicznych powodujących bradykardię można wymienić:
- zmiany zwyrodnieniowe w układzie bodźcoprzewodzącym
- choroba niedokrwienna serca
- niedoczynność tarczycy
- przedawkowanie beta-adrenolityków, glikozydów
- hiperkaliemia – nadmierne stężenie potasu we krwi

Bradykardię u pacjentów w ciężkim stanie leczy się podając 0,5 mg atropiny dożylnie (dawkę można powtarzać do dawki całkowitej 3 mg).